# 65698 Emmarochelle
65698 Emmarochelle este un asteroid din centura principală de asteroizi.

## Descriere
65698 Emmarochelle este un asteroid din centura principală de asteroizi. A fost descoperit pe 6 octombrie 1991 la Observatorul Palomar de Andrew Lowe. Asteroidul prezintă o orbită caracterizată de o semiaxă mare de 2,59 ua, o excentricitate de 0,34 și o înclinație de 5,4° în raport cu ecliptica.